# Mario Domenico Gerolimetto
Mario Domenico Gerolimetto (Tezze sul Brenta, 24 dicembre 1936) è un dirigente d'azienda e politico italiano.

## Biografia
Laureato in Scienze economiche e aziendali, è stato dirigente d’azienda.
Impegnato in politica con il Partito Liberale Italiano, viene eletto deputato nella VI legislatura, rimanendo in carica dal 1972 al 1976. Complessivamente alla Camera fu firmatario di 28 progetti di legge e autore di 31 interventi.